# Slavia Ruda Śląska (zapasy)
ZKS Slavia Ruda Śląska – zapaśniczy klub sportowy z Rudy Śląskiej, którego obecnym prezesem jest Marek Garmulewicz – wielokrotny mistrz Polski i Europy oraz wicemistrz świata. ZKS Slavia Ruda Śląska jest aktualnym drużynowym mistrzem Polski w zapasach w stylu wolnym.